# Tito Romilio Roco Vaticano
Tito Romilio Roco Vaticano  fue un político y militar romano del siglo V a. C. perteneciente a la gens Romilia.

## Carrera pública
Fue elegido cónsul en el año 455 a. C. Con su colega Cayo Veturio Cicurino, combatió contra los ecuos en el monte Álgido a quienes derrotó y capturó un gran botín que vendió por la escasez del erario público. Esta medida fue mal vista por el ejército y proporcionó a los tribunos de la plebe una excusa para enjuiciarle. Al año siguiente fue acusado por Cayo Calvio Cicerón y condenado a pagar una multa de diez mil ases.
En el año 451 a. C. fue escogido para formar parte del primer colegio de decenviros.